# ピアノソナタ第1番 (スクリャービン)
ピアノソナタ第1番 ヘ短調 作品6 は、アレクサンドル・スクリャービンが1892年に作曲したピアノソナタであり、作曲者のピアノソナタとして最初に出版された作品である。

## 背景
本作は、スクリャービンがモスクワ音楽院の卒業試験を終えて間もない、1892年の夏頃に作曲されたもので、スクリャービンは本作を作曲した前年の夏に、過度のピアノの練習（一説によるとフランツ・リストの『「ドン・ジョヴァンニ」の回想』とミリイ・バラキレフの『イスラメイ』の練習のし過ぎによって）が原因で右手を負傷しており、その症状は医者からもう二度とピアノの演奏は出来ないと匙を投げられてしまうほどであった。その際のスクリャービンの挫折は大きく、神に祈り哲学書に救いを求めたといわれるが、本作はそんな神に対するスクリャービンの個人的な申し立てであり、神の計画した気紛れな運命に対して、超絶的なピアニストの喪失という悲劇を叫んでいるのである。
なお、右手を負傷している間に作曲されたのが、「前奏曲」と「夜想曲」の2曲からなる『左手のための2つの小品』（作品9）であるが、しかしながら、いずれにせよこの後に右手は無事に快癒したのである。
また、1895年にベリャーエフ社から出版された際に、最初は「ソナタ」ではなく「ソナチネ」として出版されており、この後に「ソナタ」に改められた。

## 曲の構成
全4楽章、演奏時間は約19分。ヘ短調という暗い調性が選ばれており、過度のピアノの練習によって右手を傷めた後の心痛が充溢する楽曲となっている。
- 第1楽章 アレグロ・コン・フォーコ（♩.＝104）
ヘ短調、8分の9拍子、ソナタ形式。
非常に暗く、情熱的に開始する。これは、やや楽観的なクライマックスに至るが、終結部は再び絶望に落ち込む。
これに続いて変イ長調による憂鬱な第2主題が登場し、やがて呈示部を非常に壮麗に締め括る。不穏な展開部の後で再現部で2つの主題が再登場するが、形はやや変化しており、転調を経て第2主題はヘ長調に移調される。
たいへん静かな楽章終止は、最後に引き伸ばされた和音がヘ長調の主和音に落ち着くまで、ヘ短調とヘ長調の間を逡巡して定まらない。

- 第2楽章 ♩＝40
ハ短調、4分の4拍子、三部形式。
増六の和音で開始するコラールを主部とする、非常にメランコリックでうら悲しい緩徐楽章。最後はハ長調の主和音によってひっそりと終わる。

- 第3楽章 プレスト（♩.＝132）
ヘ短調、8分の12拍子、ロンド形式。
急速な第3楽章は再びヘ短調に戻り、圧縮されたロンド形式を採る。スクリャービン自身、「不調の呟き、神と運命への屈伏」と呼んだ興奮冷めやらぬ楽章であり、一種のスケルツォとも解釈される。
変イ長調によるより甘美な中間部によってつかの間解放されるものの、解決されない終結部に向かって怒りに満ちた連打が響くと、やはりヘ短調の緩やかな最終楽章に至る。

- 第4楽章 フーネブレ（♩＝50）
ヘ短調、4分の4拍子 - 2分の2拍子（アラ・ブレーヴェ） - 4分の4拍子、三部形式。
ショパンの有名な『葬送ソナタ』の第3楽章に雰囲気の似た葬送行進曲である[1]。暗闇は、ヘ短調による寒々とした楽章終止でも晴れることがなく、最終和音は、ヘ音とハ音だけからなる空虚五度を両手のオクターヴで響かせており、短調か長調なのかが曖昧な楽章終止となっている。

ちなみに、スクリャービンは1887年から89年にかけて作曲した『ピアノソナタ 変ホ短調』（未完）の第3楽章において、本作の第3・4楽章と類似した構成を採っている。当楽章では、激しいソナタ楽章の最後に第1楽章・第1主題がコラール風に回想され、重々しく終結する。

## 註
1. 1 2  (1997), Ashkenazy notes, p5

## 参考資料
- Scriabin, Alexander. Complete Piano Sonatas. 1964 Muzyka score republished in 1988 by New York: Dover Publications. ISBN 0-486-25850-5.
- (1997) "Alexander Scriabin: The Piano Sonatas", 5–7 [CD liner]. Album notes for Scriabin: The Piano Sonatas by Vladimir Ashkenazy. Decca.
- 『スクリャービン：ピアノ・ソナタ全集（全10曲）●アシュケナージ』（1995年、デッカ・レコード、解説：石田一志）